# 禿髮烏孤
武威武王禿髮烏孤（4世紀—399年），河西鮮卑人，十六国时期南涼政權建立者。禿髮鮮卑首領，稱武威王，其父禿髮思復鞬亦為禿髮鮮卑族首領。

## 生平
禿髮烏孤是禿髮鮮卑首領禿髮思復鞬的長子。394年禿髮思復鞬死後，禿髮烏孤接任禿髮鮮卑首領，他勇猛威武，且有大志，並圖謀奪取時由後涼控制的涼州。禿髮烏孤於是聽從將軍紛陀之言:「明公必欲得涼州，宜先務農桑，修鄰好，禮賢俊，明政刑，然後乃可。」致力發展農業，與鄰邦修好，禮待賢士，以積聚力量。後涼麟嘉七年（395年），涼王呂光封為冠軍大將軍、河西鮮卑大都統、廣武縣侯，其部屬石真若留認為當時禿髮烏孤的根基未穩，尚未是後涼的對手，建議禿髮烏孤暫時接受，等待機會。禿髮烏孤因而接受。話語如下:「三河王呂光遣使署為假節、冠軍大將軍、河西鮮卑大都統、廣武縣侯。」
烏孤謂諸將曰：『呂氏遠來假授，當可受否？』眾咸曰：『我士馬眾多，何為屬人？』烏孤將從之，石真若留不對，烏孤曰：『卿畏呂光耶？何默無言也』。石真若留曰：『吾根本未固，理宜隨時。呂光德刑修明，境內無虞。若致死於我，大小不敵，後雖悔之，將何所及，不如受以驕之，俟釁而動，蔑不濟矣。』烏孤乃受之。」不久又破乙弗、折掘二部，並命將領石弈干建廉川堡（今青海民和縣西北）作都城，此後再受後涼封為廣武郡公。聽從將軍，前秦宗室苻渾之言，征討意雲鮮卑等部，皆破之，話語如下:「烏孤登廉川大山，泣而不言，石亦干進曰：『臣聞主憂臣辱，主辱臣死。大王所為不樂者，將非呂光乎？光年已衰老，師徒屢敗。今我以士馬之盛，保據大川，乃可以一擊百，光何足懼也。』烏孤曰：『光之衰老，亦吾所知。但我祖宗以德懷遠，殊俗憚威，盧陵契汗，萬里委順。及吾承業，諸部背叛，邇旣乖違，逺何以附？是以泣耳。』別將苻渾曰：『大王何不振旅誓眾，以討其罪？』烏孤從之，遂大興師，諸部皆來降附。又討意雲鮮卑，大破之。」廣武人趙振少有大志，棄家投奔禿髮烏孤。烏孤喜曰：「吾得趙生，大事濟矣。」拜趙振為左司馬。後涼龍飛元年（396年）呂光稱天王，又遣使署征南大將軍、益州牧、左賢王，禿髮烏孤說:「呂王昔以專征之威，遂有此州，不能以德懷遠，惠安黎庶，諸子貪淫，三甥暴虐，郡縣土崩，下無生賴，吾安可違天下之心，受不義之爵。帝王之起，豈有常哉？無道則滅，有德則昌。吾將順天人之望，為天下主。」指呂光諸子貪淫，甥子暴虐，以不違百姓之心及不受不義爵位為由拒絕不受。但是留下其鼓吹和羽儀，及於次年正月正式叛後涼自立，自稱大都督、大將軍、大單于、西平王，改年号太初，大赦，並攻克後涼控制的金城（今甘肅蘭州市西北），後更於街亭（今甘肅秦安縣東北）擊敗前來討伐的後涼將軍竇茍的軍隊。。十月，河南鮮卑吐秣等十二部皆來歸附。次年（398年），當時後涼太常郭黁叛亂，推楊軌為首領。二月，禿髮烏孤遣弟弟車騎將軍禿髮傉檀，驃騎將軍禿髮利鹿孤率騎一萬援助楊軌。楊軌到達姑臧，大營於城北。六月，后涼呂光令太原公呂纂出擊，楊軌與驃騎將軍利鹿孤共邀擊之，為纂所敗。楊軌原欲投奔禿髮烏孤，卻被羌酋梁饑打敗，只能西奔，襲據乙弗鮮卑所在的青海湖。九月，禿髮烏孤與群臣說：「楊軌、王乞基(楊軌手下)歸誠於我，卿等不速救，使為羌人所覆，孤甚愧之。」南涼平西將軍渾屯道言:「梁饑無經遠大略，兼以軍無紀律，多所殘殺，可一戰擒也。」勸禿髮烏孤攻打梁饑。十月，趙振曰:「楊軌新敗，呂氏方強，洪池以北，未可冀也。嶺南五郡，庶幾可取。大王若無開拓之志，振不敢言。若欲經營四方，此機不可失也。使羌得西平，華夷振動，非我之利也。」勸禿髮烏孤馬上進攻梁饑。烏孤喜曰：「吾亦欲乘時立功，安能坐守窮谷乎？」乃謂群臣曰：「梁饑若得西平，保據山河，不可復制。饑雖驍猛，軍令不整，此易擒耳。」終於進擊梁饑，大破之，梁饑退屯龍支堡，烏孤進攻，攻克，梁饑單騎逃奔澆河郡，俘斬數萬，以田玄明為西平內史。後涼樂都郡、湟河郡、澆河郡三郡、嶺南羌胡數萬落及楊軌、王乞基皆向禿髮烏孤歸降。禿髮烏孤於十二月改稱武威王。署弟利鹿孤為驃騎大將軍、西平公，傉檀為車騎大將軍、廣武公，其宗族子弟為公侯者二十餘人，文武百官進位有差。太初三年（399年），禿髮烏孤遷都樂都（今青海樂都）。遣西平公禿髮利鹿孤鎮安夷，廣武公禿髮傉檀鎮西平，叔父禿髮素渥鎮湟河，禿髮若留鎮澆河，從弟禿髮替引鎮嶺南，禿髮洛回鎮廉川，從叔禿髮吐若流鎮浩亹。戍守各地。當時禿髮烏孤選任官員包括了胡人豪族、當地有德望之士、文武才俊、中原遷來的有才之士以及秦雍世族子弟，皆以其才授官，史載「以楊軌為賓客。金石生、時連珍，四夷之豪雋；陰訓、郭倖，西州之德望；楊統、楊貞、衛殷、麴梁明、郭黃、郭奮、史暠、鹿嵩，文武之秀傑；梁昶、韓疋、張昶、郭韶，中州之才令；金樹、薛翹、趙振、王忠、趙晁、蘇霸，秦雍之世門，皆內居顯位，外宰郡縣，隨才授任，咸得其宜。」「烏孤從容謂群臣曰：『隴右、河西區區數郡地耳，因其兵亂分裂，遂至十餘國。乾歸擅命河南，段業阻兵張掖，虐氐假息偷據姑臧。吾藉父兄遣烈，思欲廓清西夏，兼弱攻昧，三者何先？』楊統進曰：『乞伏氏，本吾之部落，終當歸命。段氏書生，才非經世，權臣擅命，制不由己。千里伐人，糧運懸絕，且結好於我，許以分災共患，乘其危弊，攻之不義。呂光衰耋，嗣紹沖暗，二子纂、弘雖頗有才，而內相猜忌，若天威臨之，必應鋒瓦解。宜遣車騎鎮浩亹，鎮北據廉川，乘虛迭出，多方以誤之，救右則擊其左，救左則擊其右，彼必疲於奔命，人不得安其農業，兼弱攻昧，於是乎在，不出三年，可以坐定姑臧。姑臧旣拔，則二寇不待兵戈，自然歸附矣。』烏孤曰：『善。』遂陰有吞併之志。」禿髮烏孤想統一涼州，聽從楊統之言，以先滅後涼為目標。六月，署禿髮利鹿孤為涼州牧，鎮守西平。召車騎大將軍禿髮傉檀入錄府國事。八月，禿髮烏孤因酒後墮馬傷及肋骨，傷重而死，死前向臣下表示應當立年長新君，故由其弟禿髮利鹿孤繼位。諡號為武王，廟號烈祖。

## 後代

### 子
- 禿髮羌奴，烏孤子，因為烏孤去世時尚年幼，沒能繼位。
- 禿髮樊尼，烏孤子，安西將軍，後歸北魏。
- 禿髮赴單，烏孤子，南涼亡後獲西秦乞伏熾磐任命為西平太守。

### 孫
- 禿髮承鉢，烏孤孫，南涼滅亡時投奔沮渠蒙遜，後入北魏，封昌松公。

## 延伸阅读
[在维基数据编辑]
 《晉書/卷126》，出自房玄齡《晉書》
 《魏書·卷99》，出自魏收《魏书》